# Galeopsis segetum
Espèce
Classification phylogénétique
Statut de conservation UICN

 DD  : Données insuffisantes
Galeopsis segetum, la Galéopside douteuse ou Galéopside des champs, est une espèce de plantes à fleurs du genre Galeopsis et de la famille des Lamiacées. C'est une plante herbacée présente en Europe. Elle ressemble à la grande ortie, mais appartient à un genre différent et n'est pas urticante.

## Synonymie
- Galeopsis dubia
- G. villosa Huds.
- G. ochroleuca Lam.

## Caractéristiques
C'est une plante pouvant atteindre 10 à 50 cm de hauteur, comportant une tige velue. Les feuilles sont lancéolées, épaisses, légèrement velues et profondément nervurées. Les fleurs, jaunes, sont longues, regroupées en grappes et possèdent un calice épineux.

## Habitat et répartition

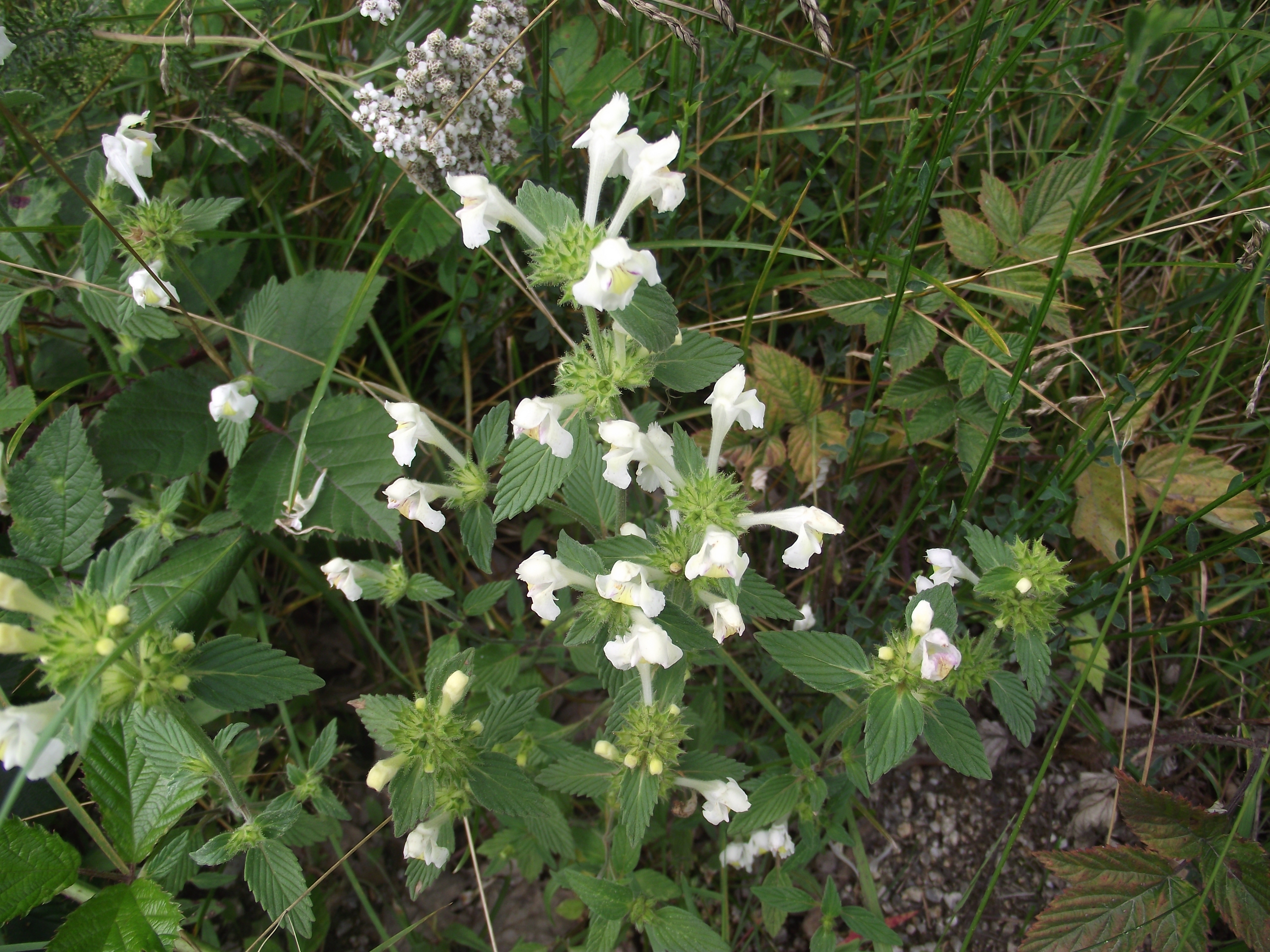
Galeopsis segetum sur le plateau de l'Aubrac dans le Massif central.

Galeopsis segetum est réparti très irrégulièrement en Europe occidentale et centrale. Il est présent en Belgique, en Allemagne et au Danemark mais en régression dans ces deux derniers pays, il est rare en Suisse et en Italie. En France, on ne le trouve guère que dans le Massif central (où il n'est pas menacé) et les Vosges. Ailleurs dans le pays, il est rare et en régression.
Il affectionne les rocailles, les graviers, les sols sableux. On le rencontre surtout sur sol siliceux.

## Propriétés
- Reminéralisante en raison de sa haute teneur en silice ;
- Utilisée dans le traitement de la tuberculose ;
- Diurétique.